# Noël blanc (Les Simpson)
Pour les articles homonymes, voir Noël blanc.
Noël blanc (White Christmas Blues) est le huitième épisode de la vingt-cinquième saison de la série télévisée Les Simpson et le 538e épisode de la série. Il est sorti en première sur la chaîne américaine Fox le 15 décembre 2013.

## Synopsis
Alors que l'hiver tardait à venir en raison de températures trop douces, d'importantes fuites radioactives causent d'abondantes chutes de neige à Springfield. Devenue l'unique ville américaine enneigée pour les vacances, des touristes étrangers s'y rendent en masse afin d'y passer les fêtes de Noël. Prenant conscience des bénéfices qu'ils pourraient tirer de cette situation, de nombreux habitants de Springfield redoublent d'efforts pour servir les visiteurs et les commerces enregistrent une hausse de fréquentation record. De son côté, Marge décide de transformer sa maison en chambre d'hôtes, mais l'esprit de Noël finit par l'écœurer.

## Réception
Lors de sa première diffusion l'épisode a attiré 8,48 millions de téléspectateurs.